# Tisovec
Tisovec (deutsch Theißholz, ungarisch Tiszolc, lateinisch Taxovia) ist eine Stadt im Neusohler Landschaftsverband im Süden der Slowakei mit 3587 Einwohnern (Stand 31. Dezember 2024). 

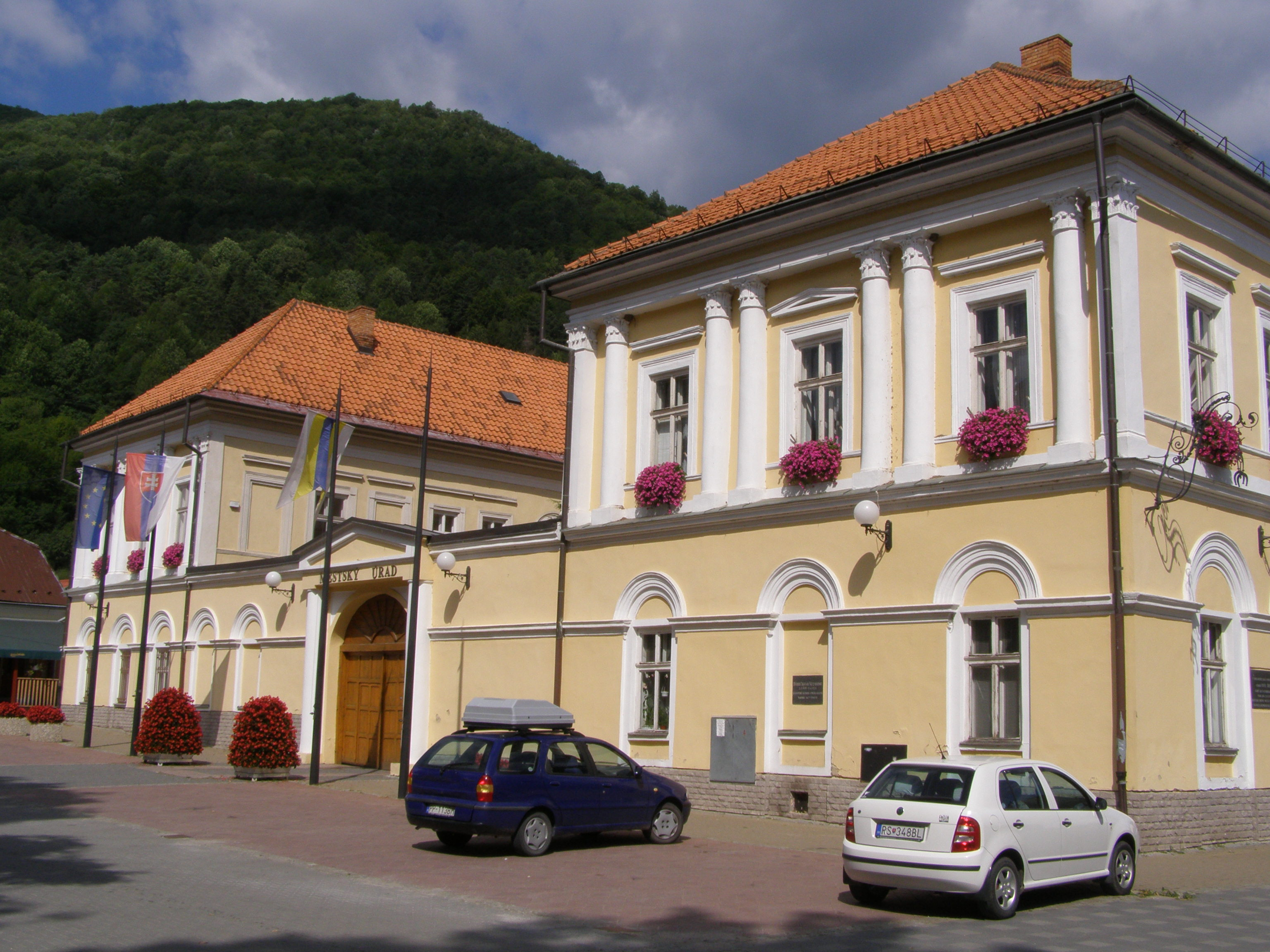
Rathaus im Ort

## Geographie
Die Stadt befindet sich am Übergang von den westlichen in die östlichen Teile des Slowakischen Erzgebirges am Oberlauf des Flusses Rimava. Nördlich der Stadt erhebt sich das Plateau Muránska planina, die Berge westlich und östlich gehören zum Gebirgszug Stolické vrchy. Das Stadtzentrum liegt auf einer Höhe von 411 m n.m. und ist 30 Kilometer von Brezno, 37 Kilometer von Rimavská Sobota sowie 72 Kilometer von Banská Bystrica entfernt.
Nachbargemeinden sind Muráň im Norden und Nordosten, Ratkovské Bystré im Osten, Krokava im Südosten, Hnúšťa (Stadtteile Polom und Hačava) im Süden, Klenovec im Südwesten und Westen und Pohronská Polhora im Nordwesten.

## Geschichte
Tisovec wurde 1334 zum ersten Mal als Thyzolch/Tyzolch schriftlich erwähnt und besteht aus den Teilen Rimavská Píla (am 1. Januar 1979 eingemeindet) und Tisovec. Der Ort wurde von deutschen Kolonisten im 12. Jahrhundert gegründet, die deutsche Einwohnerschaft assimilierte sich im Laufe der Jahrhunderte. 1596 bekam der Ort das Marktrecht zugesprochen, 1780 auch das Stadtrecht. 1828 zählte man 300 Häuser und 3165 Einwohner.
Bis 1918 gehörte die Gemeinde im Komitat Gemer und Kleinhont zum Königreich Ungarn und kam dann zur neu entstandenen Tschechoslowakei.
Der Stadtname stammt vom slowakischen Wort tis (deutsch Eiben).

## Bevölkerung
| Jahr                | 1994 | 2004    | 2014    | 2024     |
| ------------------- | ---- | ------- | ------- | -------- |
| Anzahl der Personen | 4280 | 4116    | 4223    | 3587     |
| Unterschied         |      | −3,83 % | +2,59 % | −15,06 % |

| Jahr                | 2023 | 2024    |
| ------------------- | ---- | ------- |
| Anzahl der Personen | 3632 | 3587    |
| Unterschied         |      | −1,23 % |

Laut der Volkszählung von 2001 waren von 4215 Einwohnern 95,75 % Slowaken, 2,87 % Roma, 0,78 % Tschechen und 0,43 % Ungarn. Die am meisten vertretene Konfession war mit 32,91 % die evangelische; zum römisch-katholischen Glauben bekannten sich 29,54 % und zum griechisch-katholischen 0,43 %. 34,59 % waren konfessionslos.

## Baudenkmäler
- evangelische Kirche im klassizistischen Stil aus dem Jahr 1832
- römisch-katholische Kirche Mariä Heimsuchung im spätklassizistischen Stil aus dem Jahr 1845
- Gebäude des Rathauses im klassizistischen Stil aus dem Jahr 1797
- Geburtshaus von Vladimír Clementis mit einer Gedenktafel und Büste
- Gedenkhaus an Štefan Marko Daxner

## Verkehr
Tisovec liegt am Knotenpunkt der Straße 1. Ordnung 72 (Brezno–Rimavská Sobota) und der Straße 2. Ordnung (Tisovec–Muráň–Červená Skala). Während die Straße nach Rimavská Sobota dem Tal der Rimava folgt, sind die Übergänge nach Brezno und Muráň durch Passstraßen gewährleistet: den Sattel Zbojská nach Brezno und den Sattel Dielik nach Muráň.
Die Stadt hat einen Bahnhof an den Bahnstrecken Jesenské–Tisovec und Podbrezová–Tisovec.

## Städtepartnerschaften
- Putnok, Ungarn
- Ludgeřovice, Tschechien
- Nowy Żmigród, Polen
- Shenandoah, Vereinigte Staaten

## Persönlichkeiten
- Štefan Marko Daxner (1822–1892), slowakischer Politiker und Autor im 19. Jahrhundert
- Vladimír Clementis (1902–1952), slowakischer kommunistischer Politiker und Schriftsteller
- Ladislav Záborský (1921–2016), slowakischer Maler
- Marián Lapšanský (* 1947), slowakischer Pianist